# Antoine Mouton dit Moutony
Antoine Mouton dit Moutony, né à Lyon le 29 janvier 1765 et mort à Argenteuil le 25 mai 1835, est un sculpteur français, lauréat du grand prix de Rome en 1799.

## Biographie
Né à Lyon, fils de Claude Mouton et d'Anne Garnier, il est admis à l'école de sculpture de l'Académie royale de peinture et de sculpture ; il est élève du sculpteur Pierre Julien.
En 1799, il obtient le premier grand prix de Rome qu’il partage avec Charles Dupaty ; le pillage du Palais Mancini, siège de l’Académie de France à Rome écourta son séjour dans la ville éternelle.
Particulièrement apprécié de Vivant Denon, directeur du musée Napoléon, qui deviendra le musée du Louvre, il obtient plusieurs commandes officielles ; sa carrière s’efface avec la chute du Premier Empire en 1814.
Mouton meurt à Argenteuil en 1835.

## Ses œuvres
- Napoléon étudiant une carte : statue en bronze patinée, datée de 1809, ciselée par Canlers (h. 0,44 m), au Château de Fontainebleau[4]; on connaît aujourd'hui six exemplaires de ce groupe, un bronze doré qui se trouvait dans le Cabinet de l'Empereur Napoléon Ier aux Tuileries (collection particulière) et cinq autres exemplaires en bronze patiné destinés à des cadeaux impériaux. L'un de ces exemplaires se trouve dans les collections de la Princesse Napoléon à Prangins (Suisse), un autre dans les collections du Prince Albert de Monaco, un troisième dans les collections du Duc de Bedford, et le quatrième au Château de Fontainebleau[5];
- Statue du chevalier Bayard : statue en marbre de Pierre Terrail de Bayard (Salon de 1817) ; exécutée pour la décoration du pont Louis XVI, qui deviendra en 1830, Pont de la Concorde ; elle fait partie d’un ensemble de douze statues que Louis-Philippe Ier fit déplacer à Versailles ;  exposée d’abord dans la cour d’entrée du château de Versailles[6] elle a été offerte en 1933 à l’École spéciale militaire de Saint-Cyr[7];
- Statue du général Nicolas-Bernard Guiot de La Cour[8]: modèle en plâtre, présenté au Salon de 1812, pour être exécuté en marbre dans le cadre du projet de décoration du pont de la Concorde ; cette statue n’a pas été réalisée puisque ce sont les statues de Bayard, Condé, Du Guesclin, Turenne qui furent mises en place[9];
- Arc de triomphe du Carrousel : sur la façade ouest (côté Tuileries) de l’Arc de Triomphe du Carrousel à Paris, A. Moutoni est l’auteur de la statue en marbre « Un carabinier de ligne »[10];
- Surtout du service particulier de l’Empereur : surtout en biscuit de la Manufacture de Sèvres représentant un char traîné par deux chevaux conduits par la Victoire, et portant le génie des arts, au musée du Louvre[11];
- Éléphant de la Bastille : A. Moutoni collabora avec Pierre-Charles Bridan à la réalisation de la maquette en plâtre de la statue colossale qui devait surmonter une fontaine place de la Bastille.